# 远口镇
远口镇是中华人民共和国贵州省黔东南苗族侗族自治州天柱县下辖的一个镇。，下辖1个居委会、20个行政村， 近300个自然村，6200多户，人口数量在30000-40000之间，其中苗族、侗族所占比重达到98%以上，其余则为汉族。辖区面积约为136.8平方公里，与广坪镇（隶属湖南省会同县）、炮团侗族苗族乡（隶属湖南省会同县）、地湖乡、竹林镇、坌处镇、社学乡接壤。

## 行政区划
远口镇下辖以下地区：
远口社区、远口村、黄田村、东风村、远洞村、潘寨村、磨山村、客乡村、农林村、新市村、青云村、六池村、中团村、坡脚村、广溪村、万一村、夏寨村、元田村、大样村、会田村和安浪村。

## 地理位置
远口镇位于东经109.4度、北纬26.83度，属云贵高原与江南丘陵的过渡地带，贵州省第二大河流——清水江自西向东再往北流经该镇。
四周距离该镇最近的县城包括：天柱县城（凤城街道）、锦屏县城（三江镇）、会同县城（林城镇）、靖州县城（渠阳镇）、新晃县城（新晃镇）、玉屏县城（平溪街道）、洪江市城区、芷江县城（芷江镇）、三穗县城（平溪街道）、剑河县城等。
四周距离该镇最近的城镇包括：兴隆镇、坌处镇、大堡子镇、白市镇、广坪镇、凤城街道、高酿镇、邦洞镇、兰田镇、瓮洞镇等。
该镇因下游白市电站的蓄水启用，镇址已于2013年3月份逐渐被淹没，现已上迁至新平整区。

## 民俗、文化
该镇每逢中国传统历法——农历的每月日期尾数为“四”、“九”的日子（即初四、初九、十四、十九、二十四、二十九）自发举行集市活动，在这一天在进行各种交易，当地人称为“赶场”，举行集市活动时，能够吸引四周（南北不低于20公里，东西不低于30公里）的城镇村落的人们通过坐车、步行、坐船等交通方式来到该镇的繁华区域进行各种各样的交易。
该镇大姓主要为吴、杨二姓，其他常见姓氏有王、张、刘、李、潘、罗、段、赵、周、黄、邓等。
该镇居民使用的语言有别于所属天柱县城的风格，当地人称“酸汤话”，偏向于湘方言和赣方言的特点。另外还有用苗语、侗语进行交流。

## 教育、经济
该镇的小学为远口小学，中学为远口中学。
该镇所辖区域的森林覆盖率达到75%以上，林木面积在6000亩左右，活木储量在50000立方米左右，主要以杉木为主，楠竹亦有出口。
境内比较知名的山峰有罗汉坡、七眼井、高岭山、鸡公山等。
该镇是黔东南通往两湖两广的重要交通要道。主要有天会（天柱县至会同县）、天靖（天柱县至靖州县）、天锦（天柱县至锦屏县）等三条公路在此交会。
该镇所辖区域在2003年的国内生产总值达到5554万元，粮食生产总量达7318吨。